# Mocímboa da Praia
Mocímboa da Praia é uma vila moçambicana da província de Cabo Delgado, sede do município e distrito do mesmo nome. A povoação foi elevada ao estatuto de vila em 8 de Março de 1959.
O município tinha, de acordo com o Censo de 2017, uma população de cerca de 65 mil habitantes.

## Terrorismo
Em 2017, um grupo extremista islâmico ligado ao Daesh, o Ansar al-Sunna,  atacou a cidade , matando 17 pessoas. Outro ataque teve lugar a 24 de Março de 2020, e deu brevemente aos militantes o controlo da cidade antes de serem expulsos pelo exército. Por fim, os jihadistas  assumiram o controlo da cidade e respectivo porto a 12 de Agosto de 2020, num terceiro ataque, após as forças governamentais terem ficado sem munições e terem de ser evacuadas.
Em agosto de 2020, duas freiras brasileiras missionárias em Mocímboa da Praia foram sequestradas e mantidas reféns durante 24 dias por extremistas islâmicos.
Em 8 de Agosto de 2021 as forças conjuntas do Ruanda e de Moçambique recapturaram a vila, pondo termo a mais de um ano de ocupação dos insurgentes.
O cenário encontrado por jornalistas que visitaram a vila depois da reocupação foi de total destruição das infraestruturas, económicas, educativas, de saúde, administrativas, de serviços essenciais como água, electricidade e telecomunicações. As instalações do seu importante aeródromo estavam reduzidas à sua estrutura física, com a destruição de todo o equipamento.  Além da insegurança ainda presente, levará algum tempo até que a reconstrução permita o regresso dos seus habitantes.
O lento regresso à normalidade já permitiu que fosse comemorado o dia da vila em 8 de Março de 2022, o que não tinha sido possível nos anos anteriores. Em 9 de Outubro de 2023 foram reabertas duas importantes infraestruturas da vila, o aeródromo e o porto.

## Ligação externa
Mocímboa da Praia no Google Maps